# رزین پلی استر
رزین‌های پلی استر رزین‌هایی مصنوعی هستند که از واکنش اسیدهای آلی دو عاملی و الکل‌های چند عاملی به دست می‌آیند. مالئیک انیدرید با دو گروه عاملی اسیدی ماده اولیه معمول برای تولید رزین پلی استر می‌باشد. رزین‌های پلی استر در ساخت مواد قالب سازی، به عنوان تونر در چاپگر لیزری و به عنوان پیونده در رنگ‌های پلی استری کوره استفاده قرار می‌گیرد. پنل‌های دیواری ساخته شده از رزین پلی استر تقویت شده با فایبرگلاس به‌طور معمول در رستوران‌ها، آشپزخانه‌ها و سایر مکان‌هایی که احتیاج به دیوارهای قابل شستشو دارند استفاده می‌شوند.
رزین‌های پلی استر غیراشباع پلیمرهای تراکمی تشکیل یافته از واکنش پلی اُل‌ها (یا همان الکل‌های پلی هیدریک) با اسیدهای کربوکسیلیک دو عاملی می‌باشند. پلی اُل‌های معمول شامل گلیکول‌هایی مثل اتیلن گلیکول می‌باشند. اسیدهای استفاده شده عمدتاً فتالیک اسید و مالئیک اسید می‌باشند. درحین واکنش آب که محصول جانبی واکنش می‌باشد به‌طور مداوم حذف می‌شود تا واکنش به سمت کامل شدن پیش رود. استفاده از پلی استرهای غیراشباع و افزودنی‌هایی مثل استایرن گرانروی رزین را کاهش می‌دهد. رزین مایع اولیه از طریق ایجاد اتصالات عرضی تبدیل به جامد می‌شود. این عمل به وسیله ایجاد رادیکال‌های آزاد در پیوندهای غیراشباع با تکثیر از طریق واکنش زنجیری با پیوندهای غیر اشباع مولکول مجاور و اتصال آن‌ها یه یکدیگر انجام می‌پذیرد. رادیکال‌های آزاد اولیه از طریق افزودن ترکیبی که به راحتی به رادیکال آزاد تبدیل می‌شود شکل می‌گیرند. این ترکیب معمولاً به صورت نادرست کاتالیست خوانده می‌شود. آغازگر واژه مناسب تری برای این ماده می‌باشد. مواد استفاده‌شونده معمولاً پراکسیدهای آلی مثل بنزوئیل پروکساید یا متیل اتیل کتون پراکساید می‌باشند.
رزین‌های پلی استر از نوع گرما سخت بوده و مثل سایر رزین‌ها به صورت گرماده پخت (Curing) می‌شوند. استفاده بیش از حد از از آغازگر به ویژه در حضور کاتالیست می‌تواند موجب سوختگی و حتی احتراق حین فرایند پخت گردد. کاتالیست اضافی همچنین ممکن است شکستگی محصول یا تشکیل ماده ای لاستیکی گردد.